# توجيه الدفع

فوهة مُحرك دفع موجه مُتعددة المحاور في إختبار دفع ثابت.

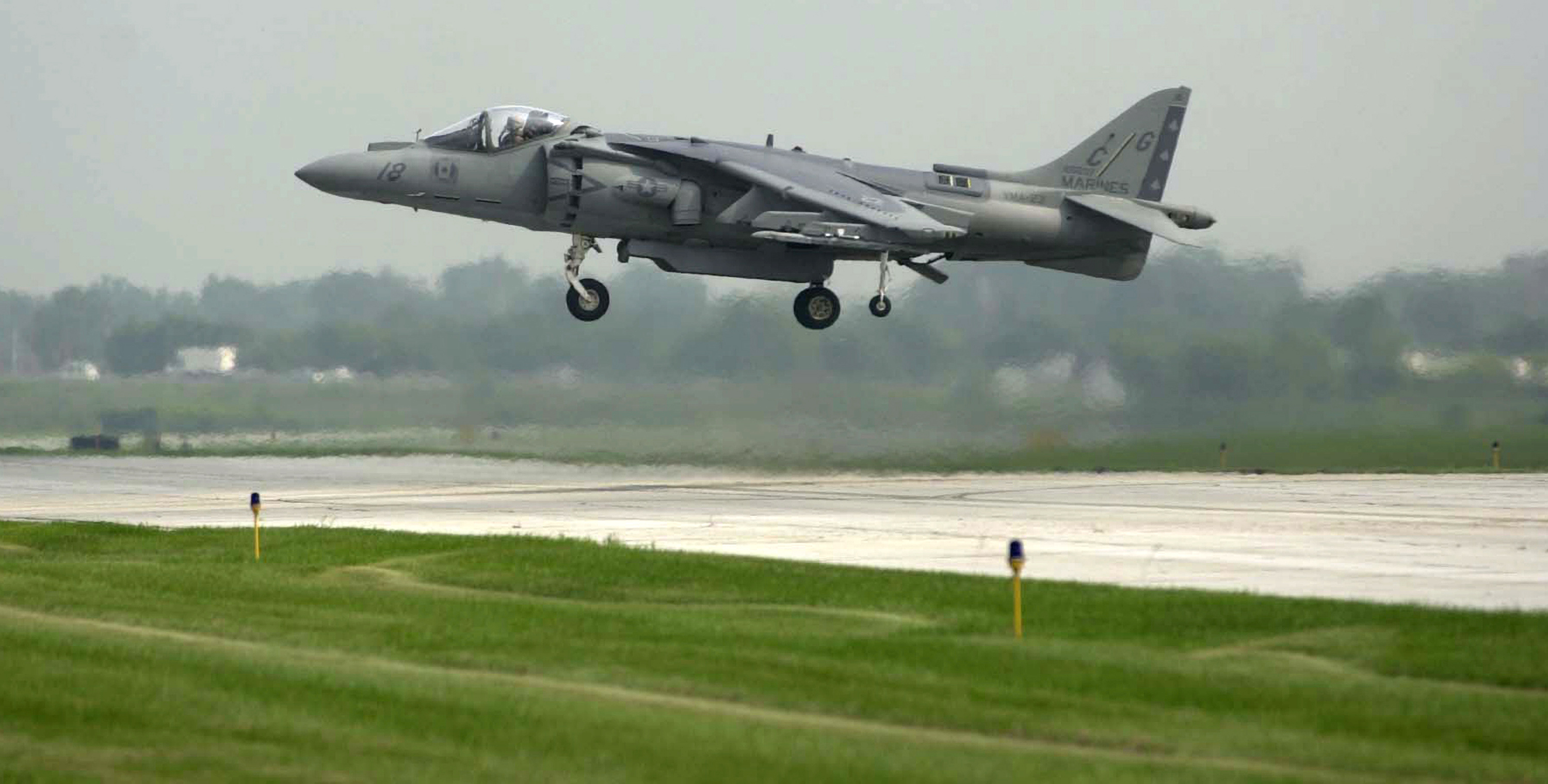
طائرة هارير - أول طائرة مقاتلة نفاثة عاملة بتوجيه الدفع في العالم، بإمكانية إقلاع وهبوط عمودي

توجيه الدفع أو الدفه الموجه (بالإنجليزية: Thrust vectoring)‏ هو قدرة الطائرة أو أي مركبة أخرى على توجيه الدفع الناتج عن محركها أو محركاتها الرئيسية في اتجاه غير الاتجاه الموازي لمحور المركبة الطولي. تم تطوير هذه التقنية لتمكين الطائرات من تنفيذ إقلاع وهبوط عمودي وإقلاع وهبوط قصير، لكن سرعان ما اكتشف أن استخدام توجيه الدفع في المواقف القتالية أعطى الطائرات إمكانية تنفيذ مناورات قتالية متعددة غير متاحة للمقاتلات ذات المحركات التقليدية. للقيام بالدوران، يجب أن تعتمد الطائرات العادية على أسطح توجيه الأيروديناميكية، مثل الجنيح والقلاب، أما طائرات توجيه الدفع تظل معتمدة على سطوح التوجيه السابقة، لكن إلى حد أقل.
تعمل معظم الطائرات موجهة الدفع حاليًا باستخدام المحرك التربيني المروحي مع دورات ريح فوهة ثانية لتحويل تيار العادم، ومع ذلك، يجب أن يكون المحرك مجهز للرفع الرأسي، خلافًا للرحلة العادية، الأمر الذي يؤدي إلى زيادة الوزن.

## قائمة بطائرات موجهة بالدفع
F-35
SU-57